# Красноборский район (Татарстан)
Краснобо́рский райо́н — упразднённая административно-территориальная единица Татарской АССР, существовавшая с 1930 по 1960 год. Административный центр — село Красный Бор.

## История
Красноборский район был образован 10 августа 1930 года из Салаушской, Исенбаевской волостей и селения Татарские Шаршады Агрызского района при упразднении Челнинского кантона. 8 мая 1952 года район вошёл в состав вновь образованной Казанской области. 21 февраля 1953 года в составе Татарской АССР была образована новая Бугульминская область с передачей в её состав Красноборского района, но фактически она так и не была создана. 30 апреля 1953 года области были упразднены, а районы вновь переданы в прямое подчинение Татарской АССР. 28 октября 1960 года Красноборский район был ликвидирован, а его территория вошла в состав Агрызского и Бондюжского районов.

## Административное деление
На 1 января 1948 года район включал в свой состав 26 сельсоветов: Азевский, Балтачевский, Бимский, Варзинский, Варзи-Омгинский, Варзи-Пельгинский, Волковский, Девятернинский, Зуевский, Исенбаевский, Кадряковский, Кадыбашский, Кичке Танский, Контузлинский, Красноборский, Кулегашский, Ново-Чекалдинский, Пелемешский, Рысовский, Салаушский, Сосновский, Старо-Сляковский, Старо-Чекалдинский, Утягановский, Шаршадинский, Ямурзинский. Территория района составляла 1199 кв.км.